# Brian Brinkley
Brian Brinkley (Peterborough, 28 dicembre 1953) è un ex nuotatore britannico.

## Carriera
All'apice della carriera ha vinto la medaglia di bronzo nella 4x200m stile libero alle Olimpiadi di Montréal 1976.

## Palmarès
- Giochi olimpici

Montréal 1976: bronzo nella 4x200m sl.
- Mondiali

Cali 1975: argento nella 4x200m sl, bronzo nei 200m farfalla, 200m sl e 4x100m misti.
- Europei

Vienna 1974: argento nei 200m farfalla e nella 4x100m misti.
- Giochi del Commonwealth

Christchurch 1974: oro nei 200m farfalla, argento nei 200m misti, 400m misti e nella 4x200m stile libero, bronzo nella 4x100m stile libero e nella 4x100m misti.